# Хуманистички социјални рад
Хуманистички социјални рад је, за разлику од административног приступа, кључ за разумевање успостављања нових односа разумевања људске природе и мотивације клијената за промене. Хуманистички модел у социјалном раду полази од претпоставке да људска бића покушавају да дају смисао свету у којем живе, а социјални радници своју помоћ пружају, не као хуманитарну, већ као планирану помоћ да појединци стекну знања, вештине и мотивацију да остваре своје замишљене циљеве. 